# Ґармаб (Марказі)
Ґармаб (перс. گرماب) — село в Ірані, у дегестані Дегчаль, в Центральному бахші, шагрестані Хондаб остану Марказі. За даними перепису 2006 року, його населення становило 404 особи, що проживали у складі 106 сімей.

## Клімат
Середня річна температура становить 12,01°C, середня максимальна – 30,65°C, а середня мінімальна – -10,44°C. Середня річна кількість опадів – 272 мм.
| Клімат поселення                              | Клімат поселення | Клімат поселення | Клімат поселення | Клімат поселення | Клімат поселення | Клімат поселення | Клімат поселення | Клімат поселення | Клімат поселення | Клімат поселення | Клімат поселення | Клімат поселення | Клімат поселення |
| Показник                                      | Січ.             | Лют.             | Бер.             | Квіт.            | Трав.            | Черв.            | Лип.             | Серп.            | Вер.             | Жовт.            | Лист.            | Груд.            |                  |
| Середній максимум, °C                         | 8,82             | 10,56            | 14,86            | 20,10            | 24,08            | 30,65            | 30,64            | 30,16            | 25,72            | 20,65            | 13,92            | 8,28             |                  |
| Середня температура, °C                       | −0,82            | 0,94             | 5,24             | 10,46            | 14,46            | 21,03            | 24,58            | 24,08            | 19,64            | 14,58            | 7,84             | 2,18             |                  |
| Середній мінімум, °C                          | −10,44           | −8,7             | −4,4             | 0,81             | 4,81             | 11,40            | 18,48            | 17,99            | 13,56            | 8,50             | 1,74             | −3,89            |                  |
| Норма опадів, мм                              | 43               | 32               | 47               | 37               | 37               | 10               | 0                | 0                | 1                | 5                | 23               | 37               |                  |
| Середньомісячна швидкість вітру, м/с          | 1.40             | 2.06             | 2.70             | 2.88             | 2.60             | 2.52             | 2.52             | 2.56             | 2.32             | 2.18             | 1.92             | 1.30             |                  |
| Середньомісячна сонячна радіація, кДж/м²·день | 9094             | 12319            | 14779            | 18180            | 22336            | 26999            | 25986            | 23943            | 20976            | 15451            | 10872            | 8953             |                  |
| --------------------------------------------- | ---------------- | ---------------- | ---------------- | ---------------- | ---------------- | ---------------- | ---------------- | ---------------- | ---------------- | ---------------- | ---------------- | ---------------- | ---------------- |
| Джерело:                                      |                  |                  |                  |                  |                  |                  |                  |                  |                  |                  |                  |                  |                  |